# Schukria Barakzai

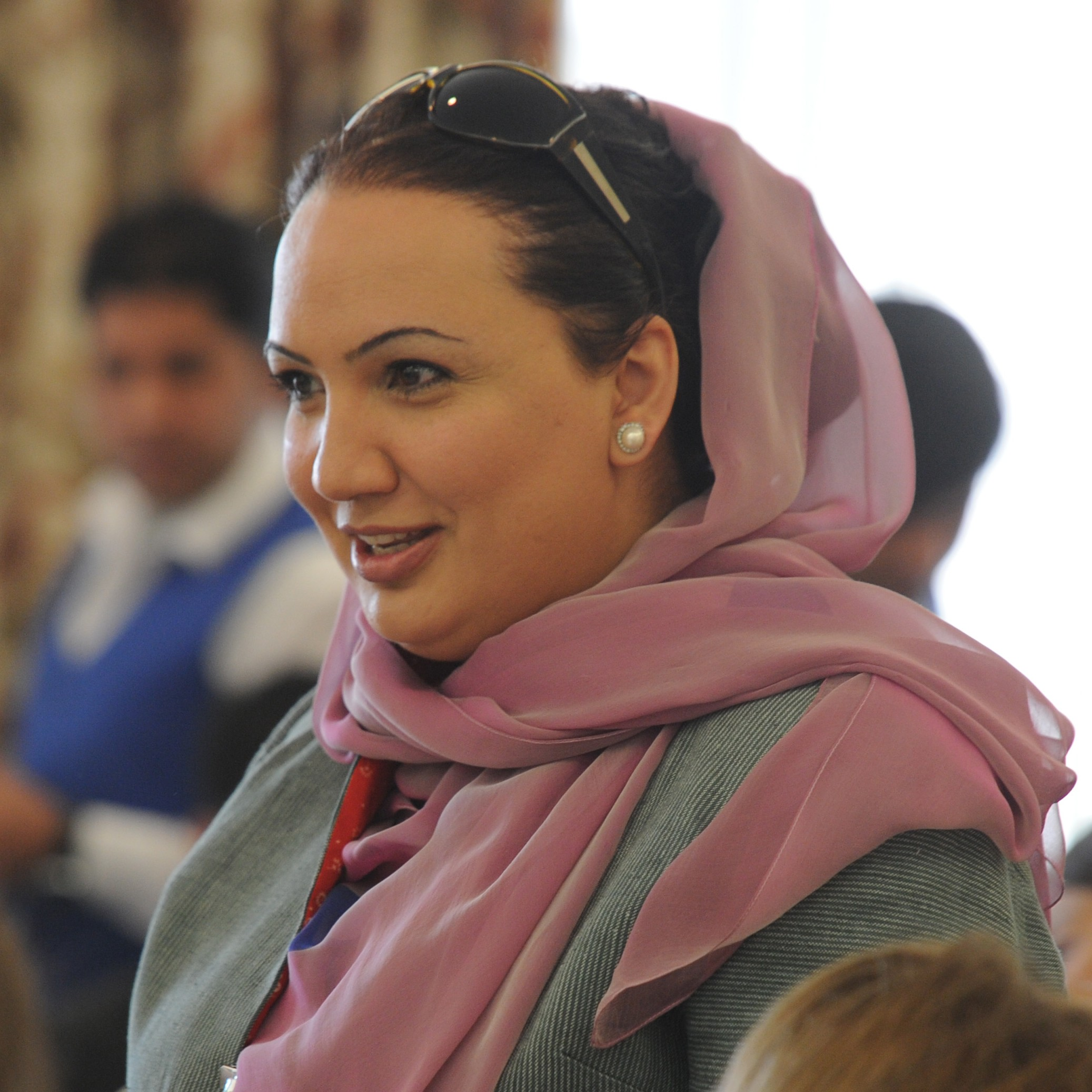
Shukria Barakzai (2011)

Schukria Barakzai (* 1972 in Kabul, Afghanistan, auch Shukria Barakzai) ist eine afghanische Politikerin und seit der Wahl 2004 Mitglied des Parlamentes Wolesi Dschirga, nachdem sie schon 2003 Mitglied der Loja Dschirga war, durch deren Beschluss die Verfassung Afghanistans nach den Taliban in Kraft gesetzt wurde. Sie ist vor allem bekannt für ihre Tätigkeiten als islamische Feministin. Sie gehört dem Stamm der Paschtunen an. Seit dem Ende der Taliban-Zeit 2001 ist sie Herausgeberin der Zeitung Women’s Mirror (auch Aina-E-Zan).

## Leben
Barakzai besuchte die Universität Kabul erstmals in den 1990er Jahren, musste jedoch 1996, als die Taliban die Stadt eroberten, ihre Streben nach einem Abschluss aufgeben. Nachdem sie 1999 eine Körperstrafe durch die Taliban erfahren hatte, weil sie ohne Begleitung ihres Ehemannes auf dem Weg zum Arzt in der Öffentlichkeit angetroffen wurde, betrieb sie aus Protest eine illegale Schule für Frauen und Mädchen in ihrem Wohnhaus. Seit dem Ende der Unterdrückung durch die Taliban publiziert sie die wöchentlich erscheinende, an Frauen gerichtete zweisprachige Zeitung Woman’s Mirror.

“For the first time in my life, I was a teacher. I loved it because I quickly realized how much we needed to ensure girls’ education – we needed it even more than food.”

„Ich war das erste Mal in meinem Leben eine Lehrerin. Ich liebte es, weil ich schnell bemerkte, wie sehr wir die Bildung von Frauen sichern mussten. Wir brauchten das sogar mehr als Essen.“

Sie erlangte nach 2001 einen Abschluss in Geologie und Archäologie.
Sie ist verheiratet, nach 12 Jahren ging ihr Mann, ohne ihr Wissen, eine zweite Ehe ein. Seitdem betreibt sie Kampagnen gegen diese Polygynie.
2014 wurde sie bei einem Selbstmordattentat in Kabul verletzt. Nach eigenen Angaben erhält sie regelmäßig Morddrohungen, allerdings ist unklar, ob sie Ziel dieses Anschlags war.

### Politiker
“Without women’s participation, the democratic process will be like a human without eyes.”

„Ohne Partizipation der Frauen wird der demokratische Prozess wie ein Mensch ohne Augen sein.“

Barakzai war 2003 Vertreterin in der Loja Dschirga. Im folgenden Jahr wurde sie in die Wolesi Dschirga gewählt. Sie ist eine der 71 Frauen unter den insgesamt 249 Abgeordneten. Sie gilt als enge Vertraute des afghanischen Präsidenten Aschraf Ghani Ahmadsai.

### Auszeichnungen
Shukria Barakzai wurde mehrfach ausgezeichnet, so wurde sie 2004 International Editor of the Year (Internationaler Redakteur des Jahres) der World Press Review und 2005 Frau des Jahres durch Woman’s Hour, eine Sendung auf BBC Radio 4.

## Aina-E-Zan
Barakzais Wochenzeitung beschäftigt sich mit der „Verbesserung des Verständnis und der Verbreitung von Wissen über die afghanische Frau in der Gesellschaft“. Sie berichtet über eine Vielzahl von Themen, darunter Mütter- und Säuglingssterblichkeit, Kinder- und Zwangsheirat, Häusliche Gewalt oder Pressefreiheit. 2005 betrug die Auflage etwa 3000 Stück.